# Torquinsha invicta
Torquinsha invicta là một loài tò vò trong họ Ichneumonidae.